# Wouter de Boer
Wouter de Boer (Culemborg, 29 april 1981) is een Nederlandse middellangeafstandsloper, die zich vooral heeft toegelegd op de 800 m. Hij behaalde in deze discipline in 2009 zijn eerste Nederlandse titel.

## Biografie
De Boer, die lid is van AC TION in Enschede, doet sinds eind 2006 aan atletiek. 'Nou ja, tot mijn 13e heb ik aan atletiek gedaan, maar daarna ben ik gestopt en pas op mijn 25e ben ik weer gaan joggen op de baan.' Bondscoach Honoré Hoedt herkende direct het potentieel van de student aan de Universiteit Twente en nodigde hem uit voor centrale trainingen. Vervolgens ontwikkelde De Boer zich uiterst rap. Nog geen jaar nadien had hij een tijd van 1.48,25 achter zijn naam staan, terwijl hij in 2008 al volop meestreed voor de nationale titels. Bij de Nederlandse indoorkampioenschappen in Gent werd hij op de 800 m tweede achter Robert Lathouwers en diezelfde zomer was hij ook present bij de nationale baankampioenschappen in Amsterdam, al strandde hij daar als derde in zijn serie. Een week later liep hij in Uden 1.48,26, een bewijs dat zijn een jaar eerder bereikte niveau geen eenmalige uitschieter was geweest.
Het jaar 2009 zette Wouter de Boer goed in. Eerst wist hij bij de KBC Indoor 2009 in Gent op 8 februari een tijd van 1.48,91 te realiseren, waarmee hij zich kwalificeerde voor de Europese indoorkampioenschappen in Turijn, begin maart. Een week later pakte hij daarna zijn eerste nationale titel op de Nederlandse indoorkampioenschappen in het nieuwe Omnisportcentrum in Apeldoorn. Profiterend van de afwezigheid van Robert Lathouwers won hij de gouden medaille op de 800 m in 1.49,89.
Op de EK in Turijn liep De Boer op 6 maart een moedige race. Het was vooral dankzij zijn inbreng in het eerste gedeelte van zijn serie, dat deze uiteindelijk in een snelle tijd eindigde. De Nederlander was de enige die hier niet van profiteerde; met een tijd van 1.50,15 was hij de snelste van de afvallers. 'Ik heb het zelf tussen 400 en 600 laten liggen', zo analyseerde hij achteraf. 'Ik had helemaal geen snelheid meer.' Een goede leer voor de volgende keer, dat wel.

## Nederlandse kampioenschappen
Indoor
| Onderdeel | jaar |
| --------- | ---- |
| 800 m     | 2009 |
| 1500 m    | 2012 |

## Persoonlijke records
Outdoor
| Onderdeel | Prestatie | Datum        | Plaats     |
| --------- | --------- | ------------ | ---------- |
| 800 m     | 1.47,88   | 21 juli 2012 | Ninove     |
| 1500 m    | 3.41,12   | 11 juli 2010 | Brasschaat |

Indoor
| Onderdeel | Prestatie | Datum            | Plaats    |
| --------- | --------- | ---------------- | --------- |
| 800 m     | 1.48,91   | 8 februari 2009  | Gent      |
| 1500 m    | 3.43,13   | 26 februari 2011 | Apeldoorn |

## Palmares

### 800 m
- 2008:  NK indoor - 1.50,23
- 2009:  NK indoor - 1.49,89
- 2009: 5e in serie EK indoor - 1.50,15
- 2013:  NK indoor - 1.50,09

### 1500 m
- 2010: 4e NK - 3.43,61
- 2011:  NK indoor - 3.47,52
- 2012:  NK indoor - 3.47,89
- 2012: 6e Flynth Recordwedstrijden te Hoorn - 3.44,88
- 2012:  NK - 3.52,21